# Föllinge kyrka
Föllinge kyrka är en kyrkobyggnad i Föllinge i Krokoms kommun och tillhör Föllingebygdens församling.

## Historia
En första kyrka fanns i början av 1600-talet på den plats där Föllinge nuvarande kyrka ligger. Denna första kyrka byggdes ut 1758–1761. En andra träkyrka uppfördes och stod klar år 1815. Den kom sedan att förlängas och förses med nytt torn under åren 1883–1885. Kyrkbyggnaden restaurerades 1950 och en invändig upprustning skedde 1978. Kyrkan totalförstördes vid en anlagd brand den 17 juli 1994. 
Den nuvarande tredje kyrkan placerades på samma plats, och med en exteriör som liknade den gamla. Kyrkan uppfördes under åren 1997–1998 och invigdes den 4 oktober 1998.

### Fotnoter
1. ↑  ”19-åring erkände kyrkobrand” (på svenska). Dagens nyheter. 18 juli 1994. https://www.dn.se/arkiv/inrikes/19-aring-erkande-kyrkobrand/. Läst 18 juli 2017.